# Nunbarse
Nunbarse (sumer: „a város anyókája” dNUN.BAR.ŠE3gunû, nun-bar-šè|@g 𒀭𒉣𒁇𒊺𒈖) homályos sumer istennő, az árpa istennője a mezopotámiai mitológiában. Ninlil istennő anyja, és szeretné lányát Enlil főistenhez adni, aminek történetét az Enlil és Ninlil eposz meséli el.

## Fordítás
- Ez a szócikk részben vagy egészben  a   Nunbarsegunu című angol Wikipédia-szócikk fordításán alapul.  Az eredeti cikk szerkesztőit annak laptörténete sorolja fel. Ez a jelzés csupán a megfogalmazás eredetét és a szerzői jogokat jelzi, nem szolgál a cikkben szereplő információk forrásmegjelöléseként.